# Vierde
 (juillet 2018).
Vierde est un quartier de la commune allemande de Bad Fallingbostel, dans l'arrondissement de la Lande, Land de Basse-Saxe.

## Géographie

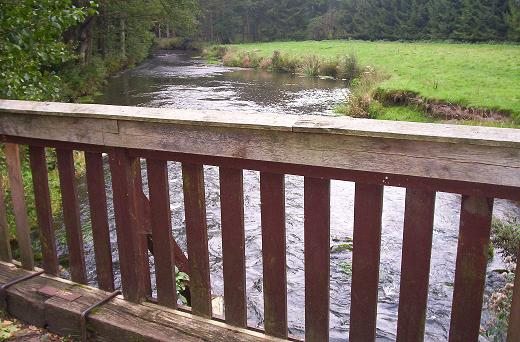
La rivière Böhme à Vierde

Vierde se situe dans la vallée du Böhme ; son bassin versant constitue le Heidmark.

## Histoire
Vierde est mentionné pour la première fois en 1337.
De grandes parties du Heidmark en 1935-1936 deviennent une zone d'entraînement militaire (aujourd'hui la plus grande zone d'entraînement en Europe), avec de nombreux villages disparus.
Vierde fusionne en mars 1974.

## Source, notes et références
- (de) Cet article est partiellement ou en totalité issu de l’article de Wikipédia en allemand intitulé « Vierde » (voir la liste des auteurs).